# Marian Waldman
Marian Ann Waldman (16 de diciembre de 1924 – 5 de julio de 1985) fue una actriz canadiense de teatro, cine y televisión, reconocida principalmente por su actuación en la película Black Christmas de 1974.

## Carrera
Waldman nació en Toronto, Ontario, hija de una profesora y un médico. Comenzó su carrera como actriz de teatro mientras trabajaba en el área de Toronto, durante la década de 1950, primero como corista y luego con un repertorio dramático. Después de una carrera exitosa en el teatro en vivo, Waldman más tarde se convirtió en una actriz de cine a principios de la década de 1970, así como una ocasional guionista de televisión.
Logró reconocimiento casi al final de su carrera en el cine tras interpretar a la señora MacHenry, un ama de llaves ebria en la película clásica de terror de 1974 Black Christmas. El papel fue ofrecido inicialmente a Bette Davis, quien lo rechazó.

### Fallecimiento
Marian murió el 5 de julio de 1985, en su nativa Toronto, debido a causas desconocidas. La última aparición de Waldman en la pantalla se dio en la película de 1980 de John Huston, Phobia.

## Filmografía
- When Michael Calls (1971) (Película para TV)
- Class of '44 (1973)
- The Starlost (1973) (Guionista, película para TV)
- Deranged (1974)
- Black Christmas (1974)
- A Cosmic Christmas (1977) (Corto para TV)
- High Hopes (1978) (Guionista, serie de TV)
- Phobia (1980)